# Derrière les parois de papier
Pour plus de détails, voir Fiche technique et Distribution.
Derrière les parois de papier (四畳半襖の裏張り, Yojō-han fusuma no urabari) est un film japonais réalisé par Tatsumi Kumashiro, sorti en 1973. Il a pour suite Yojō-han fusuma no urabari: Shinobi hada sorti l'année suivante.

## Synopsis
Alors que le Japon est en guerre contre la Russie, en 1918, Yuko, une geisha à un amant militaire et Sodeko découvre la jouissance avec un nouveau client, Shinsuke.

## Fiche technique
- Titre : Derrière les parois de papier[1]
- Autres titres : Derrière le rideau de Fusama[2], Le Rideau de Fusuma[3]
- Titre original : 四畳半襖の裏張り (Yojō-han fusuma no urabari?)
- Réalisation : Tatsumi Kumashiro
- Scénario : Tatsumi Kumashiro d'après la nouvelle Le Secret de la petite chambre de Kafū Nagai
- Photographie : Shinsaku Himeda
- Montage : Akira Suzuki
- Production : Akira Miura
- Société de production : Nikkatsu
- Pays :  Japon
- Genre : Comédie dramatique, érotique et historique
- Durée : 72 minutes
- Dates de sortie : 
  -  Japon : 3 novembre 1973
  -  France : 19 avril 2000

## Distribution
- Junko Miyashita : Sodeko
- Eimei Esumi : Shinsuke
- Gō Awazu : Kōichi
- Moeko Ezawa : Hanae
- Naomi Oka : Yūko
- Meika Seri : Hanamaru
- Hatsuo Yamaya : Pinsuke

## Accueil
Le film fait l'objet d'une sortie au cinéma en France en 2000. À cette occasion, Jean-François Rauger pour Le Monde écrit à  propos du film que « Visiblement moins préoccupé que d'autres de ses confrères par la perversion et la violence, Kumashiro filme, avec humour et une incroyable énergie amoureuse, des femmes à la sexualité conquérante ».